# Кочарян, Роберт Седракович
Робе́рт Седра́кович Кочаря́н (арм. Ռոբերտ Սեդրակի Քոչարյան; род. 31 августа 1954, Степанакерт, НКАО, Азербайджанская ССР, СССР) — государственный и политический деятель Армении и непризнанной Нагорно-Карабахской Республики. Второй президент Армении с 30 марта 1998 по 9 апреля 2008 года. Первый президент НКР с 29 декабря 1994 по 20 марта 1997 года. Лидер альянса Армения с 9 мая 2021 года.

## Биография
Родился 31 августа 1954 года в городе Степанакерт Нагорно-Карабахской автономной области Азербайджанской ССР.

### Образование и ранняя карьера
С 1971 по 1972 год заочно учился в Московском энергетическом институте, затем с 1972 по 1974 год проходил срочную службу в рядах Советской армии.
С 1975 по 1976 год работал на различных предприятиях в Степанакерте и в Москве.
В 1982 году окончил с отличием электротехнический факультет Ереванского политехнического института.
С 1980 по 1981 год работал инженером-механиком на Степанакертском электротехническом заводе.

### Политическая деятельность

#### Комсомольская и партийная карьера
С 1981 по 1985 год работал на разных должностях в Степанакертском горкоме ВЛКСМ, занимал пост второго секретаря Степанакертского горкома ВЛКСМ.
В 1986 году был инструктором Степанакертского горкома Компартии Азербайджанской ССР, с 1987 по 1989 год возглавлял партийную организацию Карабахского шёлкового комбината.

#### Участие в карабахском движении
С февраля 1988 года являлся одним из лидеров Арцахского движения, члены которого боролись за выход Нагорно-Карабахской Автономной области из Азербайджанской ССР и её последующее включение в состав Армении. Был членом группы «Крунк», возглавлял организацию «Миацум» («Присоединение»).
С 1989 по 1995 год дважды избирался депутатом Верховного совета Армении, был членом Президиума Верховного совета.

#### Политическая карьера в НКР
С 1991 по 1992 год был депутатом Верховного совета Нагорно-Карабахской Республики первого созыва.
В августе 1992 года был назначен председателем государственного комитета обороны и премьер-министром Нагорно-Карабахской республики.
24 ноября 1994 года Верховным Советом НКР был избран президентом НКР, а в ноябре 1996 года в результате всенародных выборов переизбран президентом Нагорно-Карабахской Республики.

#### Политическая карьера в Армении
В марте 1997 года стал премьер-министром Республики Армения.
С февраля 1998 года после ухода Левона Тер-Петросяна в отставку временно исполнял обязанности президента. Уже 9 февраля 1998 года была легализована запрещённая в 1992 году партия «Дашнакцутюн».
В марте 1998 года был избран президентом Армении, за него проголосовали 59,5 % избирателей.
27 октября 1999 года произошёл теракт в армянском парламенте. Роберт Кочарян лично вёл переговоры с террористами и уговорил их сдаться.
В сентябре 2001 года Погос Погосян, знакомый с Кочаряном, поприветствовал его в кафе словами «Привет, Роб», чем вызвал гнев Кочаряна. После этого Погосян был избит до смерти охраной Кочаряна.
В марте 2003 года был переизбран президентом Армении, получив 67,5 % голосов избирателей. Оппозиция обвиняла его в фальсификации результатов выборов и использовании административного ресурса.
9 апреля 2008 года ушёл в отставку в связи с истечением срока полномочий.

#### После президентства
26 июня 2009 года избран независимым директором АФК «Система».
Выступил против изменений в Конституцию Армении 2015 года.
В июле 2018 года Ереванский суд арестовал Роберта Кочаряна на два месяца по делу о разгоне акций протеста в марте 2008 года. 13 августа апелляционный суд Армении освободил из-под стражи бывшего президента на основании конституционной нормы о неприкосновенности бывших глав государства. Суд не исключил полное закрытие уголовного дела об узурпации государственной власти, хотя экс-глава остался обвиняемым. 7 декабря 2018 года вновь арестован. В 2019 году суд наложил арест на всё имущество Кочаряна, кроме пенсии. 18 мая 2019 года суд вновь освободил Кочаряна из-под ареста под поручительство Бако Саакяна и Аркадия Гукасяна, которые выплатили залог за Кочаряна. 25 июня того же года Кочарян был арестован в третий раз по решению апелляционного суда Армении. В июне 2020 года Кочарян был снова освобождён, под залог в размере более 4 миллионов долларов США.
В феврале 2022 года Азербайджан объявил его в розыск. Он обвиняется в разжигании розни между армянами и азербайджанцами из-за Нагорного Карабаха.

## Отношение к религии
- Кочарян крестился в 1996 году в Гандзасарском монастыре по настоянию архиепископа Паргева Мартиросяна, крёстный — Бабкен Араркцян[12], хотя, по признанию самого Кочаряна, он «так и не стал верующим»[13].

## Семья
Женат, имеет троих детей. Жена — Белла Кочарян. Сыновья Седрак (р. 1981) и Левон (р. 1985), дочь Гаяне (р. 1983). Внучки — Белла, Ани и Эмма.

## Награды
- Орден Белого орла (Польша, 30 августа 2004 года)[14]
- Кавалер Большого креста ордена Витаутаса Великого (Литва, 24 июня 2002 года)[15]
- Орден «Золотой Орёл» Героя Арцаха (НКР)[16]
- Орден «Григор Лусаворич» (Григорий Просветитель) (НКР)[16]
- Орден Чести (Грузия)[16]
- Орден Почётного легиона, Кавалер Большого Креста (Франция)[16]
- Орден Почёта (Международный Олимпийский Комитет)[16]
- Орден Спасителя (Греция)[16]
- Национальный орден Кедра (Ливан)[16]
- Орден Большого Киликийского Креста[16]
- Почётный знак Содружества Независимых Государств (22 февраля 2008) — за большой личный вклад в развитие Содружества Независимых Государств, укрепление дружбы и взаимовыгодного сотрудничества в рамках СНГ[17]
- Медаль «За освобождение Шуши» (НКР)[18]
- Медаль «Вифлием-2000» (Палестинская национальная администрация, 2000)[19].

## Галерея

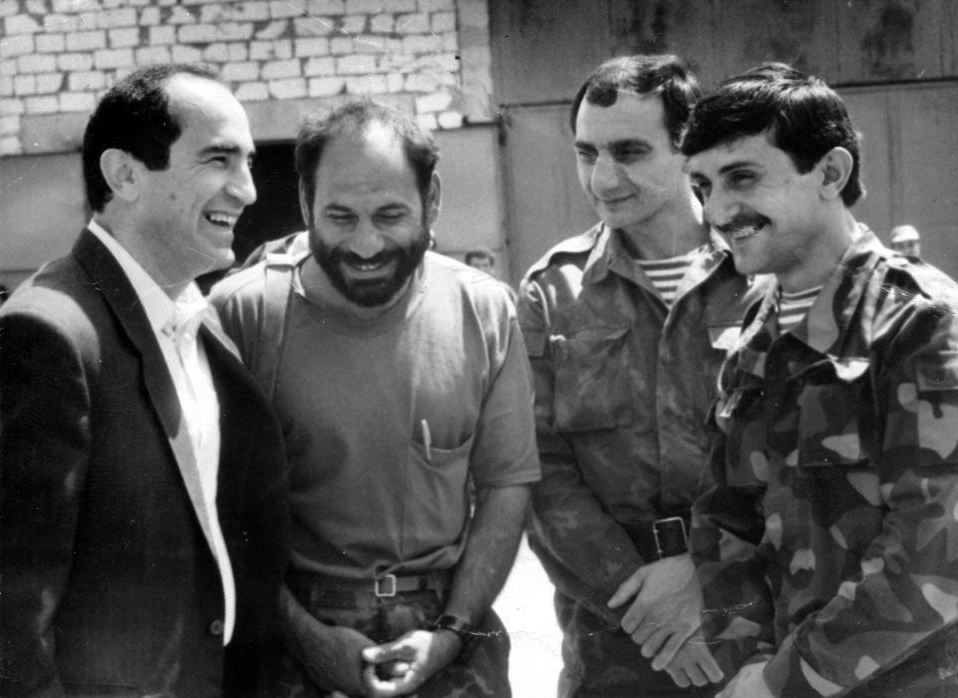
с Монте Мелконяном, Бако Саакяном и Самвелом Бабаяном, 1992 год
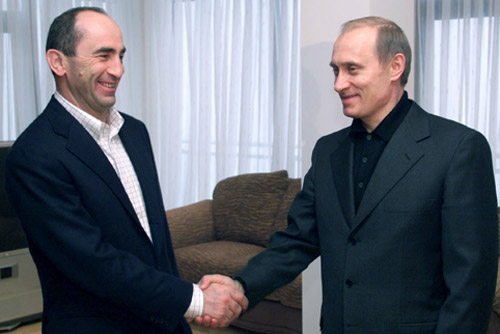
Кочарян и Путин в Алма-Ате, 2002 год
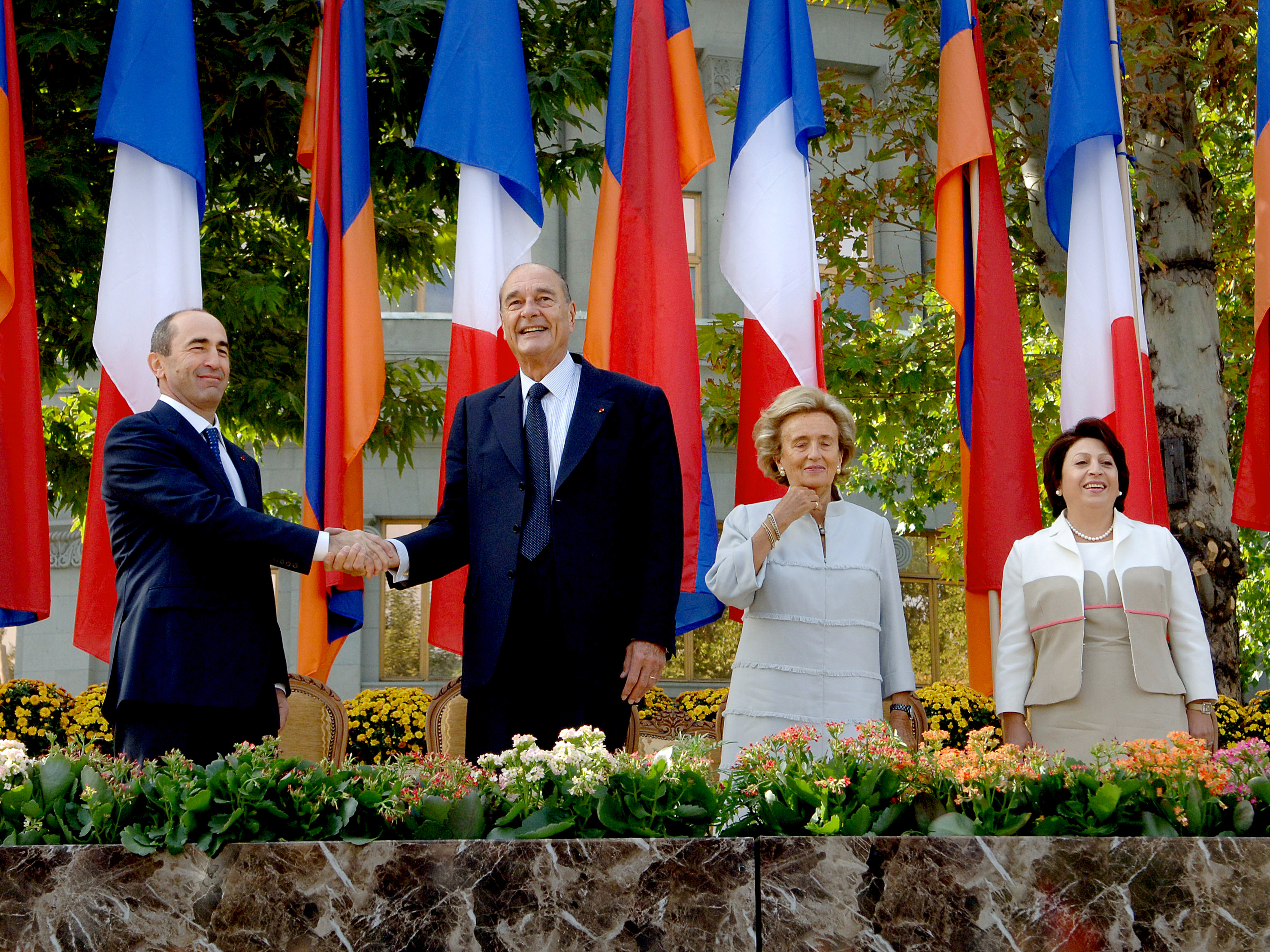
С президентом Франции Жаком Шираком, Ереван, 2006 год
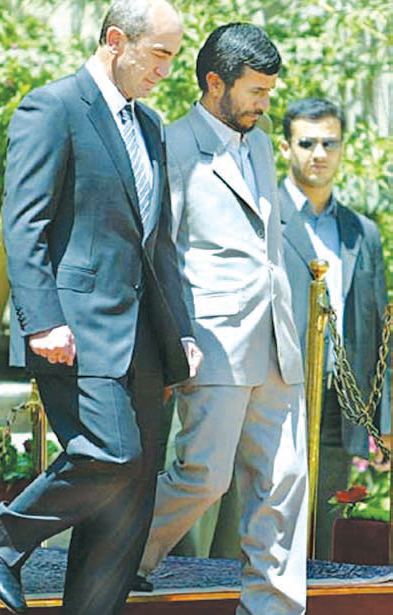
С президентом Ирана Махмуд Ахмадинежадом, 2006 год